# Gerlóczy Gyula
Alsó-viszokai Gerlóczy Gyula (Pest, 1837. március 31. – Görz, 1893. november 29.) jogász, egyetemi tanár, Gerlóczy Károly öccse.

## Élete
Édesapja megyei ügyész és főlevéltárnok volt. Gerlóczy Gyula a pesti piaristáknál tanult. 1855-től négy éven keresztül hallgatott jog- és államtudományokat, egyúttal németül és franciául is megtanult. 1857 júliusában jogi-, 1859-ben a váltójogból és büntetőjogból birói, 1860 januárjában pedig pénzügytan- és statisztikából államtudományi vizsgálatot tett, ugyanebben az évben, december 2-án avatták jogi doktorrá. Mivel apja az 1848/49-es események valamint és az abszolútizmus ideje alatt vagyonának jórészét elvesztette, Gerlóczy már 16 éves korától fogva kénytelen volt már magánórákat adni. Segédnevelőként tanította Károlyi György gróf fiait: Gábort, Tibort és Istvánt. 1861. november 7-én közügyvédi, 1862. január 21-én váltó-ügyvédi oklevelet szerzett. 1863 augusztusától tanított a budai királyi műegyetemen a nemzetgazdaságtant, jog- és törvényismeretet helyettes tanárként, míg végül 1864. február 7-étől kinevezték rendes tanárnak. 1865-ben kinevezték a jogtörténelmi államvizsgálati bizottság tagjának. 1871-ben a londoni nemzetközi kiállításta küldte ki Pauler Tivadar közoktatási miniszter, 1872-ben Párizsban járt. Ezévben a nemzetgazdasági és statisztikai bizottság tagjává választotta a Magyar Tudományos Akadémia. Képviselő bizottsági tagja volt az országos iparegyesületnek, egészen alapításától kezdődően, majd 9 éven keresztül volt igazgatósági tagja. 1874 tavaszán részt vett javaslataival az Ausztriával fennálló vámszövetség ügyében tartott enquete-tárgyalásokon. 1877 júliusában 475 db könyvet ajándékozott az újpesti községi és népkönyvtárnak. Az 1877-78. és 1878-79. tanévekre a műegyetem mérnöképítészi szakosztálya dékánjává választotta. 1870-ben lett iskolaszéki tag és alelnök a budapesti V. kerületben, mely tisztséget 17 évig töltötte be. A budapesti V. kerületi iskola-egylet megválasztotta elnökévé. Szerkesztette többek között 1884-ben az iskolaegyleti tagok jogait és kötelességeit, 1885-ben pedig az egyesület alapszabályait.

## Munkái

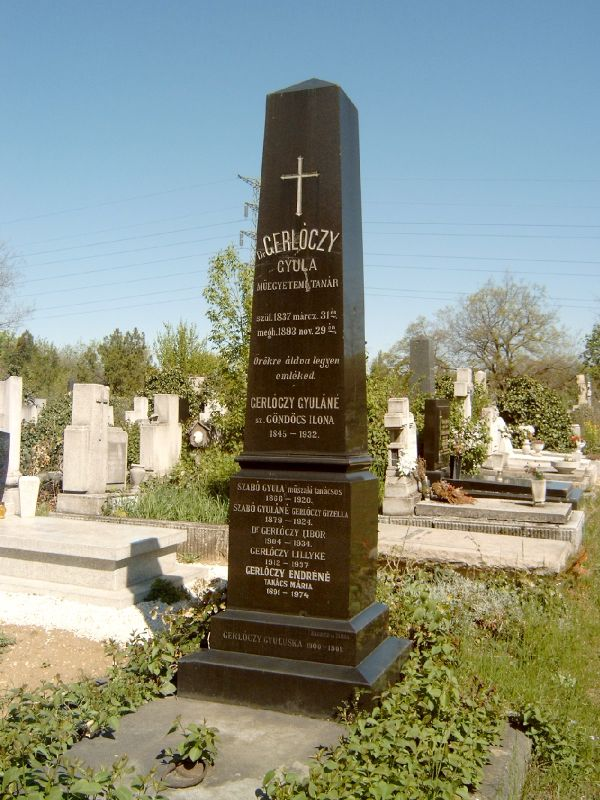
Gerlóczy Gyula sírja Budapesten. Új köztemető 16/3-1-15/36.

1. Alkalmazott észjogtan kérdések és feleletekben. Dr. Bauer Antal jogrendszere alapján és több forrás után. Pest, 1862.
2. Értekezés a nemzetgazdaságtan jelentőségéről és hasznáról. Buda, 1865. (A m. kir. helytartótanács kiadása.)
3. Értekezés a technikai míveltség közgazd. jelentőségéről, a műegyetemnek társadalmi hatásáról sat. Pest, 1866.
4. A budai kir. műegyetem történeti-statistikai szempontból 1863-4-dik évtől. Pest, 1867. (Nemzetgazdasági és Statistikai Közlemények IV. és külön nyomatban.)
5. Városi tanügyünk. Dr. Y-tól. Pest, 1868. (Külön nyomat a Századunkból.)
6. A munkamegosztás társadalmi és közgazdasági jelentősége. Pest, 1869.
7. A műegyetem ideiglenesen Buda várában maradjon-e vagy pedig Pestre áttétessék? Pest, 1870.
8. Az első magyar jogászgyűlésünk II. szakosztályában a keresk. s váltójognak Európaszerte egyenlővé tétele, hiteltörvényeinknek cosmopolitikus jellegűekké alakítása iránt benyújtott indítványok felett tartott előadás... Pest, 1871.
9. Fényűzés a társadalmi életben és nemzetgazdaságban. Bpest, 1874.
10. A magyar orvosok és természetvizsgálók közegészségügyi törvényjavaslata. Bpest, 1876.
11. Természetjogtan a vizsgálatra vagy szigorlatra készülők és a művelt rend számára. Bpest, 1877-79. Két füzet. (2. kiadás. Bpest, 1883.)
12. A műegyetem építési ügye. Bpest, 1879. (Különnyomat az Építési Iparból.)
13. A nemzetgazdaság alaptana. Papnevelő-, tanítóképző-, mezőgazdasági-, ipari-, kereskedelmi- és polgári tanintézetek számára. Bpest, 1883.
14. Indítvány a gyermekek munkahajlamának, képességének kipuhatolása s megjelölése iránt és a főváros V. kerülete által ugyanerre adott véleményének birálata. Bpest. 1883.
15. Takarék-pénztáraink szervezéséhez. Bpest, 1883. (Különnyomat a Gazdasági Mérnökből.)
16. Az országos magyar iskola-egyesület alapszabályai. Bpest, 1885.
17. Nemzetgazdaságtan. Közép szakintézetek számára. Bpest, 1885.
18. A nemzetgazdaságtan, őstermelés, ipar, kereskedelem és közlekedési vagyis különös rész. Hatodik része az 1883-ban megjelent Nemzetgazdaság alaptanának. Bpest, 1885.
19. Gróf Károlyi Gábornak fivérei ellen a köteles rész kiszolgáltatása iránt indított örökösödési per. Bpest, 1884-86. (600-1000 példányban.)
20. A budapesti kir. József-műegyetem tanácsához intézett hivatalos jelentése, illetőleg kérvénye, műegyetemi tanárnak, mint műegyetemi tanácstagnak, a mezőgazdaságtani, géptani tanszék betöltésénél gyakorolt kijelölési jogának súlyos megsértése tárgyában. Bpest, 1890.
21. A közegészségügy szerepe a nemzetgazdaságban. Bpest, 1891.
22. Máchik József műegyetemi tanár emléke. Bpest, 1892.

Társszerkesztője volt a Magyar orvosok és természetvizsgálók Munkálatainak Előpatakon (XVIII. 1876), Máramaros-Szigeten (XIX. 1878), Budapesten (XX. 1880) és Szombathelyen (XXI. 1882), szerkesztette a Budapest és környéke természetrajzi, orvosi és közművelődési leirása c. gyűjteményes munkát 1879-ben Budapesten 3 kötetben. (Dr. Dulácska Gézával.)
Cikkei az Idők Tanújában (1861. 21. sz. Conservativ és ellenzéki párt, 38. sz. Mire kell még most is figyelnünk), a Pesti Naplóban (1867. 91. szám, Irányeszmék a városi képviselők választásánál, 1870. 19., 53., 54. sz. A műegyetem kérdéséhez, 1884. 105. sz. A magyar isk. egyesület tagjainak jogai és kötelességei. 1891. 106. sz. A közegészségügy és a közigazgatás államosítása), A Magyar orvosok és természetvizsgálók Munkálataiban (XII. 1867. Jelentés a Rimaszombatban rendezett ipar- és gazdasági tárlatról, XIII. 1868. Jelentés az Egerben rendezett gazdasági- s ipartárlatról, XVII. 1874. több Jelentése, XXII. 1882. Indítványa a gazdasági statisztika szerkesztése s közlése iránt, XXIII. 1886. A kolumbácsi legyek ellen óvrendszabály sat., XXV. 1890. A közegészség szerepe a nemzetgazdaságban), a Századunkban (1869. 50. sz. Rövid észrevétel a földmives iskolák érdekében), a M. Themisben (1872. Az alkotandó magyar keresk. jog alapelvei), az Anyagi Érdekeinkben (1874. Az Ausztriával fennálló vámszövetség kérdéséhez), a Kelet Népében (1878. 59. sz. A közigazgatás, különösen a közoktatásügyi miniszterium egyik szervezési kérdése és alapja), a Bauzeitung für Ungarnban (1878. Vom Baumeisterrechte, Ein Fortschritt im kön. ung. Polytechnikum), az Egyetértésben (1880. 350. sz. A közgazdasági vagy felső mezőgazdasági, kereskedelmi tanfolyamnak a műegyetemben szervezése iránt indokolt indítvány, illetőleg értekezés, 1890. A műegyetemi tandíjrendszer reformja), a Gazdasági Mérnökben (1882. A nemzetgazdasági ismeretek terjesztése), a Földmivelési Érdekeinkben (1884. Hitelszövetkezet vagy a kisbirtoki hitelügy kérdéséhez, a Gazd. Mérnökben is).